# Doronicum wendelboi
Doronicum wendelboi là một loài thực vật có hoa trong họ Cúc. Loài này được J.R.Edm. mô tả khoa học đầu tiên năm 1978.